# Kryptaty
Kryptaty – grupa związków chemicznych – ogólna nazwa wszystkich kompleksów zawierających ligandy o strukturze kryptandów. Do kryptatów zalicza się również układy supramolekularne z udziałem kryptandów.